# St. Georg (Buisdorf)

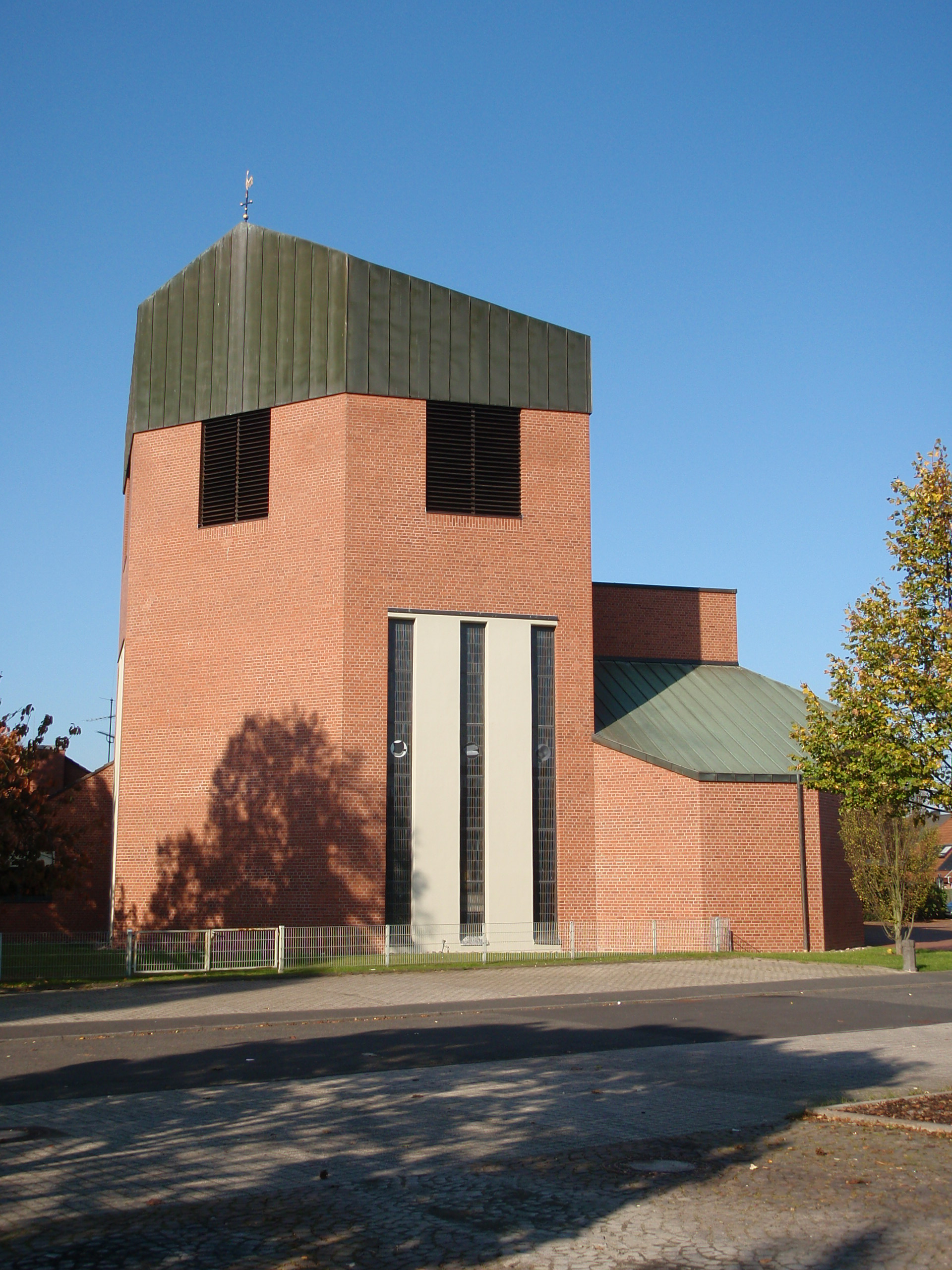
St. Georg (2011)

Sankt Georg ist eine römisch-katholische Kapelle im Sankt Augustiner Ortsteil Buisdorf im Rhein-Sieg-Kreis in Nordrhein-Westfalen. Sie ist eine Filialkirche von St. Martinus in Niederpleis und gehört damit zum Katholischen Seelsorgebereich Sankt Augustin im Kreisdekanat Rhein-Sieg-Kreis des Erzbistums Köln. Das heutige Gebäude wurde 1976 fertiggestellt.

## Geschichte
Bereits vor dem Zweiten Weltkrieg gab es in Buisdorf eine Georgskapelle, die jedoch 1934 aufgrund einer Straßenbegradigung abgerissen wurde. Zum Bau der heutigen Kapelle erwarb die Kirchengemeinde 1970 das Grundstück an der Zissendorfer Straße. Die Grundsteinlegung erfolgte am 7. Dezember 1975; Architekten des Baus waren Peter Martini und Otwin Kraume. Am 11. Dezember 1976 wurde die Kirche geweiht. Patron wurde der Heilige Georg, den die Buidorfer seit 1755 als Helfer in großer Not verehren und der bis 1689 Patron der Mutterpfarrei St. Martinus war.

## Ausstattung
Die Kapelle hat eine Oberlinger-Orgel mit 18 klingenden Registern. Hinter dem Altar befinden sich zwei große Ölgemälde der Fußfälle Christi, die aus der Mitte des 17. Jahrhunderts stammen. Zudem gibt es eine aus Gips gefertigte Pietà, eine barocke Holzplastik des Hl. Martin und eine Mariendarstellung auf Volutenkonsolen. Diese Ausstattungsgegenstände sind als bewegliche Denkmäler geschützt.

### Glocken
Vom Turm der Kapelle erklingt das Läutemotiv „Idealquartett“. Die drei kleineren Glocken stammen aus dem Baujahr der  Kapelle 1976, während die größte Glocke erst zehn Jahre später dazu kam. Alle Glocken wurden von der Firma Petit & Gebr. Edelbrock aus Gescher in Bronze gegossen.
| Glocke | Name     | Durchmesser | Masse  | Schlagton | Gussjahr | Inschrift                                                                                |
| ------ | -------- | ----------- | ------ | --------- | -------- | ---------------------------------------------------------------------------------------- |
| I      | Josef    | 928 mm      | 498 kg | a′ −7⁄16  | 1986     | „Heiliger Josef, Schutzpatron, steh uns bei! 1986 gestiftet vom Kirchbauverein Buisdorf“ |
| II     | Georg    | 770 mm      | 296 kg | c″ −5⁄16  | 1976     | „Hl. Georg, schütze uns! 1976 gestiftet für Buisdorf von Pfarrer Krebs“                  |
| III    | Maria    | 690 mm      | 214 kg | d″ −5⁄16  | 1976     | „Hl. Maria Mutter Gottes, bitte für uns! 1976 gestiftet für Buisdorf von Pfarrer Krebs“  |
| IV     | Martinus | 574 mm      | 118 kg | f″ −4⁄16  | 1976     | „Hl. Martinus, führe uns! 1976 gestiftet für Buisdorf von Pfarrer Krebs“                 |